# The Gaslight Anthem
The Gaslight Anthem är ett amerikanskt rock- och punkband från New Brunswick, New Jersey, bestående av Brian Fallon (gitarr, sång), Alex Rosamilia (gitarr, bakgrundssång), Alex Levine (basgitarr, bakgrundssång) och Benny Horowitz (trummor, slagverk). Deras andra album, The '59 Sound ökade med 200% i försäljning i juli 2009 sedan Bruce Springsteen gästat bandet vid Glastonbury och Hyde Park.

## Medlemmar
Senaste medlemmar
- Brian Fallon – sång, rytmgitarr (2006–2015, 2018)
- Alex Rosamilia – sologitarr, bakgrundssång (2006–2015, 2018)
- Alex Levine – basgitarr, bakgrundssång (2006–2015, 2018)
- Benny Horowitz – trummor, percussion (2006–2015, 2018)

Turnerande medlem
- Ian Perkins – keyboard, gitarr, bakgrundssång (2010–2015, 2018)

Tidigare medlem
- Mike Volpe – sologitarr (2006)

## Diskografi
Studioalbum
- Sink or Swim (2007)
- The '59 Sound (2008)
- American Slang (2010)
- Handwritten (2012)
- Get Hurt (2014)

Livealbum
- Live at Park Ave. (2009)
- Live in London (2013)

EP
- Señor and the Queen (2008)
- Sink or Swim Demos (2008)
- iTunes Session (2011)
- Hold You Up (2012)
- Here Comes My Man (2012)

Singlar (på Billboard Hot 100 Alternative Tracks)
- "The '59 Sound" (2008) (#35)
- "45" (2012) (#11)

Samlingsalbum
- Singles Collection: 2008-2011 (2013)
- The B-sides (2014)